# Robert de Wavrin
Pour les articles homonymes, voir Robert de Waurin.
Robert de Wavrin de Villers-au-Tertre, dit Marquis de Wavrin, est un ethnologue-explorateur, pionnier du cinéma belge, né le 29 août 1888 à Bottelare (Flandre-Orientale) et décédé à Uccle le 29 juin 1971. Le titre de marquis qu'il portait est un titre qui fut porté en France par son trisaïeul, Alphonse François de Wavrin Villers-au-Tertre, avant la Révolution française et par ses descendants quand ils s'installèrent à Houdeng (Hainaut).
De 1913 à 1937, il a exploré l’Amérique du Sud, étudiant les peuplades amérindiennes rencontrées, principalement dans les bassins de l’Orénoque et de l’Amazone. Il a entièrement financé ses explorations avec sa fortune personnelle, ce qui lui a donné une grande liberté dans ses recherches. Il est issu de la Maison de Wavrin, une des plus anciennes familles du Comté de Flandre.

## Biographie[2]

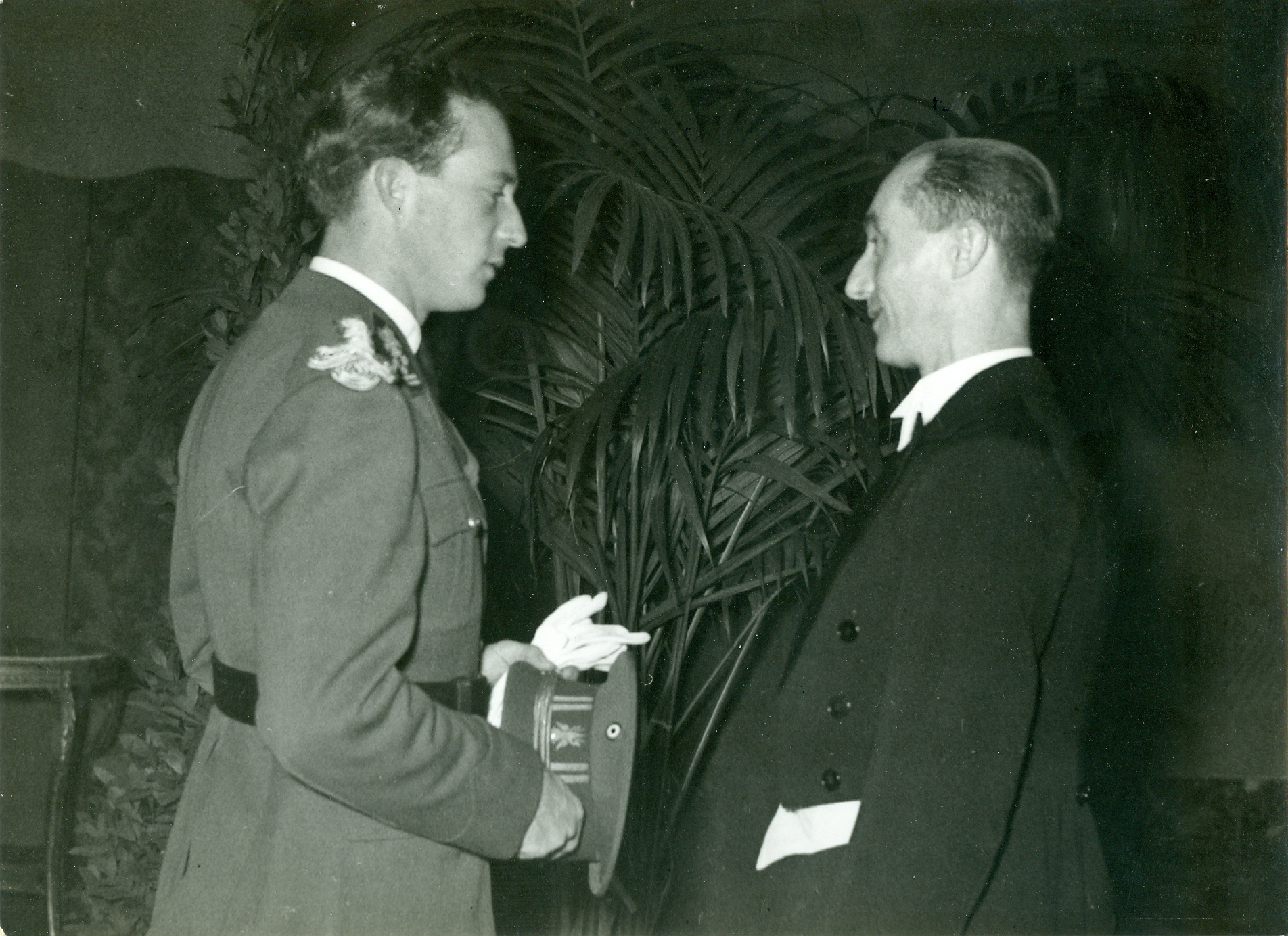
Le roi Léopold III et le marquis de Wavrin

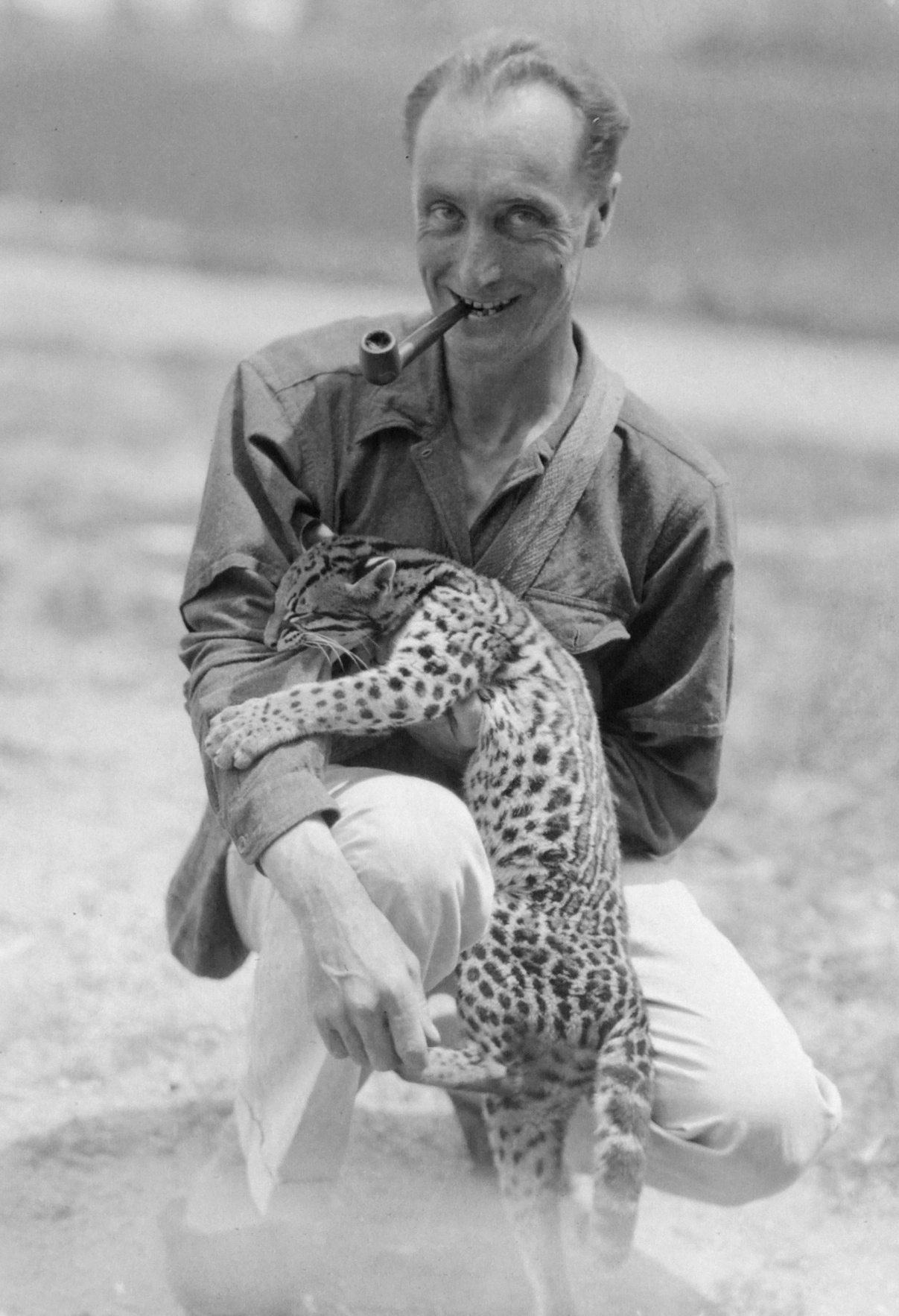
Le marquis de Wavrin avec un jeune ocelot

Robert de Wavrin a grandi au château de Ronsele (Flandre Orientale) avec ses trois sœurs. Très jeunes, les enfants se retrouvent orphelins et sans grands-parents.
À partir de 1913, Robert de Wavrin passe de nombreuses années à explorer les régions les moins connues de l’Amérique du Sud. Rentré en Europe comme volontaire de guerre en 1917, il reste sous les drapeaux jusqu’en 1919. Il reprend ses explorations directement après sa démobilisation.
Il passe alors près de vingt-cinq ans de sa vie à séjourner régulièrement en Amérique du Sud pour enregistrer avec l'appareil photo qu'il a en permanence avec lui, ou avec sa caméra, des régions, des cultures et des traditions de diverses ethnies dont le mode de vie sera peu à peu détruit par l'avancée inexorable de la civilisation moderne. Il observe également la faune et la flore, découvrant des espèces jusqu'alors inconnues, comme le poisson Biotodoma wavrini auquel il a donné son nom.
De 1913 à 1937, il parcourt toute l'Amérique du Sud pour documenter les traditions et les coutumes de nombreuses ethnies. L'intérêt de ses films réside notamment dans le fait qu’ils contiennent des documents de première main au sujet des tribus dont certaines ont depuis lors été décimées ou ont même complètement disparu.

Il a constitué une collection d’objets produits par les Amérindiens, réalisé 4 films longs métrages et 7 courts métrages et pris des milliers de photos. Son film le plus célèbre est Au Pays du Scalp (1931), qui évoque notamment la réduction des têtes humaines chez les Shuars (plus connus sous le nom de Jivaros). Ce film aurait été une source d'inspiration pour Hergé dans L'Oreille cassée. Robert de Wavrin a également écrit de nombreux livres et articles consacrés à l’Amérique du Sud.
Au moment de la guerre 1940-1945, Robert de Wavrin se retrouve bloqué en Belgique et passe beaucoup de temps à finaliser ses notes et à rédiger des ouvrages. Il ne retournera plus en Amérique du Sud. Très tôt, le roi Léopold III s’est intéressé à ses travaux. Il rédigera ce qui tient lieu de préface à son livre posthume, ouvrage dans lequel figurent plusieurs photos de la collection privée du roi. Il écrira entre autres: « Au cours de la période de 1913 à 1937, le Marquis de Wavrin a effectué de très grands et longs voyages. Il a parcouru en tous sens le vaste continent sud-américain. Toujours, il a su se concilier la sympathie et gagner la confiance des peuplades au milieu desquelles il fit des séjours de plusieurs années. Cette expérience exceptionnelle, jointe à un sens aigu de l’observation méticuleuse et scientifique, confère une valeur incontestable à son livre, où sont décrites et analysées les croyances religieuses et les pratiques magiques des Indiens. »
Robert de Wavrin a confié la plus grande partie de ses collections à divers musées, dont les Musées royaux d’Art et d’Histoire à Bruxelles, l’Institut royal des Sciences naturelles de Belgique, le Natural History Museum de Londres et le Musée de l’Homme à Paris.

Fin 2017, la Cinémathèque royale de Belgique lui a consacré un documentaire, Marquis de Wavrin, du Manoir à la Jungle, réalisé par Grace Winter et Luc Plantier.

## Famille
Le père de Robert de Wavrin, le comte Henri de Wavrin Villers-au-Tertre (1852-1908), a épousé Marie Dons de Lovendeghem (1862-1893). Ils ont eu quatre enfants :
- Marie-Henriette (1887-1949), qui épousa en 1916 le comte Adrien van der Burch (nl)Adrien van der Burch (1877-1954), commissaire général du gouvernement près des expositions internationales de Milan, Bruxelles (1910), Rio de Janeiro, Paris, Anvers, Bruxelles (1935)[7]. Leur fils, le comte Yves van der Burch, résistant ARA, est  mort au camp de concentration de Flossenbürg (1918-1945) ;
- Robert (1888-1971), qui épousa Marguerite le Maire (1901-2001) un mois après la libération de Bruxelles (18 octobre 1944). Après la guerre, ils s'installèrent à Uccle où ils vécurent jusqu'à leur décès. Marguerite le Maire était une ancienne résistante (Réseau Zéro). Elle connaissait bien le Brésil pour y avoir vécu plusieurs années dans sa jeunesse. Dans les années 1920, elle avait été l'élève du compositeur belge Auguste De Boeck qui lui a dédié plusieurs compositions et avec qui elle a entretenu une longue correspondance[8] ;
- Adrienne (1891-1964), qui épousa en 1912 le baron Waleran d’Erp de Holt et Baerlo (1883-1949) ;
- Geneviève (1893-1945), qui épousa en 1913 Gaston de Behault (1886-1941) ; résistante ARA de la première heure, elle est morte d'épuisement au camp de concentration de Ravensbrück. Leur fils, Ghislain de Behault, résistant lui aussi, s'est évadé de Belgique (1941) pour rejoindre la Royal Air Force.

Robert de Wavrin et son épouse eurent un fils unique, Hellin de Wavrin de Villers-au-Tertre (1946-2016), qui s’est particulièrement distingué comme ornithologue et herpétologue. Il avait également rassemblé chez lui, à Uccle, une des plus importantes collections privées de fossiles de Belgique. Il est décédé sans descendance.

## Divers
Une rue d'Anvers porte son nom, la Robert de Wavrinstraat.

## Publications
En plus de nombreux articles dans des revues spécialisées, le marquis de Wavrin a notamment publié :
- Mœurs et Coutumes des Indiens sauvages de l'Amérique du Sud, Robert marquis de Wavrin, Payot, 1937 - 656 pages
- Les Jivaros Réducteurs de têtes, Robert marquis de Wavrin, Payot, 1941 - 212 pages
- À travers les Forêts de l'Amazone, Robert marquis de Wavrin, Payot, 1943 - 242 pages
- Du grand Chaco à l'Amazone, Robert marquis de Wavrin, 1944 - C. Dessart, 270 pages
- Les Indiens sauvages de l'Amérique du Sud. Vie sociale, Robert marquis de Wavrin, Payot, 1951 - 301 pages
- Mythologie, Rites et Sorcellerie des Indiens de l'Amazonie, Marquis de Wavrin, Éditions du Rocher, 1979 - 392 pages (ouvrage posthume)
- Un nouveau dialecte arawak : le Resígaro, Paul Rivet et Robert de Wavrin, Journal de la société des américanistes, 1951, p. 203-239
- Autres livres ou publications: Les derniers Indiens du Bassin du Paraguay, Au Centre de l'Amérique du Sud inconnue, A travers Brousse et Marais de l'Argentine à l'Amazone, Le Mystère de l'Orénoque, Les Bêtes sauvages de l'Amazonie et d'Ailleurs en Amérique du Sud, Galapagos Îles enchantées, Chez les Indiens de Colombie, L'Amazonie et les Indiens, ...

## Filmographie

### Longs métrages
- Au Centre de l’Amérique du Sud inconnue, 1924
- Au Pays du Scalp, 1931
- Chez les Indiens Sorciers, 1934
- Venezuela petite Venise, 1937

### Courts métrages
- Le Paraguay, 1925
- Les Indiens du Gran Chaco, 1925
- Les Chutes de l’Iguacu, 1925
- Les Iles à guano, 1931
- Les Sucreries du nord-ouest de l’Argentine, 1931
- Du Pacifique à l’Atlantique, 1931
- Le chemin de fer le plus haut du monde, date inconnue